# 藝名
藝名，指的是藝人、歌手、演員、模特、音樂家、配音員（特別是日本聲優）等演藝圈人士以及某些運動員等在本名以外所取，在演藝事業時供觀眾稱呼的化名，包括了廣播電臺或電視臺記者、主播的播音名。

## 家族联系
一些与某个名人有关的个人会选择另一个不同的姓氏，这样可使他们自身免除依傍家族联系得到优势的嫌疑。演员尼古拉斯·凯奇出生时名为尼古拉斯·科波拉，但他选择了另一个姓氏来避免外界将他本人与导演兼他的叔叔弗朗西斯·科波拉相比拟，后者让他在电影佩吉·休出嫁中走红。
相反地，愿意利用自身家族联系的个人可能会改用此家族成员的姓氏。朗·钱尼的儿子克莱顿在更名为小朗·钱尼之前的许多年里都在出演小角色。类似地，艾米利奥·艾斯特维兹和他的妹妹雷妮选择不随父亲馬田·辛的艺名而采用自己的出生名；然而他们的兄弟卡洛斯选择随父亲的艺名，取名查理·辛。有些（多为男性）名人的非婚生子女做法类似：杰特·威廉姆斯（出生名Antha Bell Jett）和史考特·伊斯威特（出生名斯科特·克林顿·里弗斯）都采用父亲的姓氏。
婚后成名的女性常将夫姓作为艺名的一部分，然而婚前成名的女性会继续采用自己的娘家姓或双姓。
一些情况下，个人可能使用艺名以避免与姓名相似的家族成员混淆。演员馬克·漢蒙（托马斯·马克·汉蒙）在职业场合使用自己的中间名，避免与自己的父亲、海斯曼奖得主、前播音员汤姆·汉蒙（托马斯·达德利·汉蒙）混淆。